# Tensorul energie-impuls

Componente contravariante ale tensorului energie-impuls.

În fizică, tensorul energie-impuls, sau tensorul energie-tensiune este o cantitate tensorială care descrie densitatea și fluxul de energie și impuls prin spațiu, generalizând tensorul tensiune din fizica newtoniană. Este un atribut al câmpurilor de forțe⁠(d) negravitaționale, de materie, și de radiații. Tensorul energie-impuls este sursa câmpului gravitațional în ecuațiile de câmp ale lui Einstein din relativitatea generală, la fel cum densitatea de masă este sursa unui astfel de câmp în gravitația newtoniană. 

## Definiție
Tensorul energie-tensiune implică utilizarea de variabile suprascrise (nu exponenți). Dacă sunt folosite coordonatele carteziene în unități SI, atunci componentele 4-vectorului de poziție sunt date de: x0 = t, x1 = x, x2 = y și x3 = z, unde t este timpul în secunde, și x, y și z sunt distanțele în metri. 
Tensorul energie-impuls este definit ca tensor Tαβ de ordinul doi, care dă fluxul componentei α a vectorului impuls pe o suprafață de coordonată xβ constantă. În teoria relativității, acest vector impuls este luat ca 4-impuls⁠(d). În relativitatea generală, tensorul energie-impuls este simetric, 
{\displaystyle T^{\alpha \beta }=T^{\beta \alpha }.}
În unele teorii alternative, cum ar fi teoria lui Einstein-Cartan⁠(d), tensorul energie-impuls poate să nu fie perfect simetric din cauza unui tensor spin⁠(d) nenul, care corespunde geometric cu un tensor de torsiune⁠(d) nenul.

## Identificarea componentelor tensorului
Deoarece tensorul energie-impuls este de ordinul doi, componentele sale pot fi scrise în formă matriceală 4 × 4: 
{\displaystyle (T^{\mu \nu })_{\mu ,\nu =0,1,2,3}={\begin{pmatrix}T^{00}&T^{01}&T^{02}&T^{03}\\T^{10}&T^{11}&T^{12}&T^{13}\\T^{20}&T^{21}&T^{22}&T^{23}\\T^{30}&T^{31}&T^{32}&T^{33}\end{pmatrix}}.}
În cele ce urmează, i și k variază de la 1 la 3. 
Componenta timp-timp este densitatea de masă relativistă, adică densitatea de energie împărțită la viteza luminii la pătrat. Componentele sale au o interpretare fizică directă. În cazul unui fluid perfect, această componentă este 
{\displaystyle T^{00}=\rho }
unde ρ este masa relativistă pe unitatea de volum, iar pentru un câmp electromagnetic într-un spațiu altfel vid, această componentă este 
{\displaystyle T^{00}={1 \over c^{2}}\left({\frac {1}{2}}\epsilon _{0}E^{2}+{\frac {1}{2\mu _{0}}}B^{2}\right)}
unde E și B sunt câmpurile electric, respectiv magnetic.
Fluxul de masă relativistă prin întreaga suprafață xi este echivalent cu densitatea componentei i a impulsului liniar, 
{\displaystyle T^{0i}=T^{i0}.}
Componentele Tik reprezintă fluxul componentei de impuls liniar i prin suprafața xk. În particular, Tii(nesumat) reprezintă tensiunea normală, denumită presiune când este independentă de direcție. Restul componentelor, Tik cu i ≠ k reprezintă tensiunea de forfecare. 
În fizica solidelor și în mecanica fluidelor, tensorul tensiune este definit ca fiind componentele spațiale ale tensorului de energie-impuls în sistemul de referință propriu⁠(d). Cu alte cuvinte, tensorul energie-impuls în inginerie diferă de tensorul de energie-impuls de aici printr-un termen convectiv de impuls. 

### Forme covariante și mixte
În majoritatea acestui articol se lucrează cu forma contravariantă, Tμν a tensorului energie-impuls. Totuși, este adesea necesar să se lucreze cu forma covariantă, 
{\displaystyle T_{\mu \nu }=T^{\alpha \beta }g_{\alpha \mu }g_{\beta \nu },}
sau cu forma mixtă, 
{\displaystyle T^{\mu }{}_{\nu }=T^{\mu \alpha }g_{\alpha \nu },}
sau ca densitate tensorială⁠(d) mixtă 
{\displaystyle {\mathfrak {T}}^{\mu }{}_{\nu }=T^{\mu }{}_{\nu }{\sqrt {-g}}\,.}
În acest articol folosim convenția de semn⁠(d) spațială (- +++) pentru signatura metrică.

## Legea de conservare

### În relativitatea restrânsă
Tensorul energie-impuls este curentul Noether⁠(d) conservat asociat translațiilor în spațiu-timp. 
Divergența energiei-tensiunii negravitaționale este zero. Cu alte cuvinte, energia și impulsul negravitaționale se conservă, 
{\displaystyle 0=T^{\mu \nu }{}_{;\nu }=\nabla _{\nu }T^{\mu \nu }{}.\!}{\displaystyle 0=T^{\mu \nu }{}_{;\nu }=\nabla _{\nu }T^{\mu \nu }{}.\!}
Atunci când gravitația este neglijabilă și folosind un sistem de coordonate cartezian pentru spațiu-timp, aceasta se poate exprima în termeni de derivate parțiale ca 
{\displaystyle 0=T^{\mu \nu }{}_{,\nu }=\partial _{\nu }T^{\mu \nu }.\!}
Forma integrală a acesteia este 
{\displaystyle 0=\int _{\partial N}T^{\mu \nu }\mathrm {d} ^{3}s_{\nu }\!}
unde N este orice regiune tetradimensională compactă din spațiu-timp; este granița sa, o hipersurfă tridimensională; și ∂N este un element al frontierei considerate a fi orientată cu normala spre exterior. 
În spațiu-timp plat și folosind coordonatele carteziene, dacă se combină aceasta cu simetria tensorului energie-impuls, se poate arăta și că și momentul cinetic se conservă: 
{\displaystyle 0=(x^{\alpha }T^{\mu \nu }-x^{\mu }T^{\alpha \nu })_{,\nu }.\!}

### În relativitatea generală
Chiar și atunci când gravitația nu este neglijabilă sau când se utilizează sisteme arbitrare de coordonate, divergența energie-impuls dispare. Dar, în acest caz, se folosește o definiție independentă de coordonate a divergenței care încorporează derivata covariantă⁠(d)
{\displaystyle 0=\operatorname {div} T=T^{\mu \nu }{}_{;\nu }=\nabla _{\nu }T^{\mu \nu }=T^{\mu \nu }{}_{,\nu }+\Gamma ^{\mu }{}_{\sigma \nu }T^{\sigma \nu }+\Gamma ^{\nu }{}_{\sigma \nu }T^{\mu \sigma }}
Unde Γμσν este simbolul Christoffel⁠(d), care este câmpul forței⁠(d) gravitaționale. 
În consecință, dacă ξμeste orice câmp vectorial Killing⁠(d), atunci legea conservării asociată cu simetria generată de câmpul vectorial Killing poate fi exprimată ca 
{\displaystyle 0=\nabla _{\nu }(\xi ^{\mu }T_{\mu }^{\nu })={\frac {1}{\sqrt {-g}}}\partial _{\nu }({\sqrt {-g}}\ \xi ^{\mu }T_{\mu }^{\nu })}
Forma integrală a acesteia este 
{\displaystyle 0=\int _{\partial N}{\sqrt {-g}}\ \xi ^{\mu }T_{\mu }^{\nu }\ \mathrm {d} ^{3}s_{\nu }=\int _{\partial N}\xi ^{\mu }{\mathfrak {T}}_{\mu }^{\nu }\ \mathrm {d} ^{3}s_{\nu }}

## În relativitatea generală
În relativitatea generală, tensorul simetric energie-impuls acționează ca sursă de curbură spațială și este densitatea de curent asociată cu transformările gauge ale gravitației care sunt transformări de coordonate general curbilinii. (Dacă există o torsiune, atunci tensorul nu mai este simetric. Aceasta corespunde cazului cu un tensor de spin⁠(d) nenul în teoria gravitației Einstein-Cartan⁠(d).) 
În relativitatea generală, derivatele parțiale utilizate în relativitatea restrânsă sunt înlocuite cu derivate covariante⁠(d). Ceea ce înseamnă că ecuația de continuitate nu mai înseamnă că energia și impulsul negravitaționale exprimate de tensor se conservă absolut, adică câmpul gravitațional poate opera asupra materiei, și viceversa. În limita clasică a gravitației newtoniene, aceasta are o interpretare simplă: energia este schimbată cu energie potențială gravitațională, care nu este inclusă în tensor, iar impulsul este transferat prin câmp către alte corpuri. În relativitatea generală, pseudotensorul Landau-Lifshitz⁠(d) este o modalitate unică de a defini densitatea de energie a câmpului gravitațional și a impulsului. Orice astfel de pseudotensor energie-impuls⁠(d) poate fi făcut să dispară local printr-o transformare de coordonate. 
În spațiu-timpul curbat, integrarea spațială depinde acum în general de porțiunea spațială. Nu există, de fapt, nici o modalitate de a defini un vector global energie-impuls într-un spațiu-timp general curbat. 

### Ecuațiile de câmp Einstein
În relativitatea generală, tensorul energie-impuls este studiat în contextul ecuațiilor de câmp Einstein, care sunt adesea scrise de forma 
{\displaystyle R_{\mu \nu }-{\tfrac {1}{2}}R\,g_{\mu \nu }+\Lambda g_{\mu \nu }={8\pi G \over c^{4}}T_{\mu \nu },}
unde Rμνeste tensorul Ricci, R este scalarul Ricci (contracția tensorială⁠(d) a tensorului Ricci), gμν este tensorul metric, Λ este constanta cosmologică (neglijabilă la scara unei galaxii sau mai mică) și G este constanta gravitațională universală. 

## Energia-impulsul în situații speciale

### Particule izolate
În relativitatea restrânsă, energia-impulsul unei particule de masă m și traiectorie xp(t) care nu interacționează este: 
{\displaystyle T^{\alpha \beta }(\mathbf {x} ,t)={\frac {m\,v^{\alpha }(t)v^{\beta }(t)}{\sqrt {1-(v/c)^{2}}}}\;\,\delta (\mathbf {x} -\mathbf {x} _{\text{p}}(t))={\frac {E}{c^{2}}}\;v^{\alpha }(t)v^{\beta }(t)\;\,\delta (\mathbf {x} -\mathbf {x} _{\text{p}}(t))}
Unde {\displaystyle (v^{\alpha })_{\alpha =0,1,2,3}\!} este vectorul viteză (care nu trebuie confundat cu 4-viteza⁠(d), deoarece lipsește un γ) 
{\displaystyle (v^{\alpha })_{\alpha =0,1,2,3}=\left(1,{\frac {d\mathbf {x} _{\text{p}}}{dt}}(t)\right)\,,}
δ este funcția delta Dirac și {\displaystyle E={\sqrt {p^{2}c^{2}+m^{2}c^{4}}}} este energia particulei. 

### Energia-impulsula unui fluid în echilibru
Pentru un fluid ideal în echilibru termodinamic, tensorul energie-impuls are o formă deosebit de simplă 
{\displaystyle T^{\alpha \beta }\,=\left(\rho +{p \over c^{2}}\right)u^{\alpha }u^{\beta }+pg^{\alpha \beta }}
Unde ρ este densitatea de masă a energiei (kilograme pe metru cub), p este presiunea hidrostatică (pascali), uα este 4-viteza⁠(d) fluidului și gαβ este reciproca tensorului metric. Prin urmare, urma este dată de 
{\displaystyle T=3p-\rho c^{2}\,.}
4-viteza satisface condiția 
{\displaystyle u^{\alpha }u^{\beta }g_{\alpha \beta }=-c^{2}\,.}
Într-un sistem de referință inerțial în mișcare împreună cu fluidul, mai bine cunoscut sub denumirea de sistem de referință propriu⁠(d) al fluidului, cele patru viteze sunt 
{\displaystyle (u^{\alpha })_{\alpha =0,1,2,3}=(1,0,0,0)\,,}
reciproca tensorului metric este pur și simplu 
{\displaystyle (g^{\alpha \beta })_{\alpha ,\beta =0,1,2,3}\,=\left({\begin{matrix}-c^{-2}&0&0&0\\0&1&0&0\\0&0&1&0\\0&0&0&1\end{matrix}}\right)\,}
și tensorul energie-impuls este o matrice diagonală 
{\displaystyle (T^{\alpha \beta })_{\alpha ,\beta =0,1,2,3}=\left({\begin{matrix}\rho &0&0&0\\0&p&0&0\\0&0&p&0\\0&0&0&p\end{matrix}}\right).}

### Tensorul energiei-impuls electromagnetic
Tensorul Hilbert energie-impuls al unui câmp electromagnetic fără surse este 
{\displaystyle T^{\mu \nu }={\frac {1}{\mu _{0}}}\left(F^{\mu \alpha }g_{\alpha \beta }F^{\nu \beta }-{\frac {1}{4}}g^{\mu \nu }F_{\delta \gamma }F^{\delta \gamma }\right)}
Unde Fμν este tensorul câmpului electromagnetic⁠(d). 

### Câmp scalar
Tensorul energiei-impuls pentru un câmp scalar complex {\displaystyle \phi } care satisface ecuația Klein-Gordon este 
{\displaystyle T^{\mu \nu }={\frac {\hbar ^{2}}{m}}(g^{\mu \alpha }g^{\nu \beta }+g^{\mu \beta }g^{\nu \alpha }-g^{\mu \nu }g^{\alpha \beta })\partial _{\alpha }{\bar {\phi }}\partial _{\beta }\phi -g^{\mu \nu }mc^{2}{\bar {\phi }}\phi ,}
și atunci când metrica este plată (Minkowski), componentele sale sunt: 
{\displaystyle {\begin{aligned}T^{00}&={\frac {\hbar ^{2}}{mc^{4}}}\left(\partial _{0}{\bar {\phi }}\partial _{0}\phi +c^{2}\partial _{k}{\bar {\phi }}\partial _{k}\phi \right)+m{\bar {\phi }}\phi ,\\T^{0i}=T^{i0}&=-{\frac {\hbar ^{2}}{mc^{2}}}\left(\partial _{0}{\bar {\phi }}\partial _{i}\phi +\partial _{i}{\bar {\phi }}\partial _{0}\phi \right),\ \mathrm {si} \\T^{ij}&={\frac {\hbar ^{2}}{m}}\left(\partial _{i}{\bar {\phi }}\partial _{j}\phi +\partial _{j}{\bar {\phi }}\partial _{i}\phi \right)-\delta _{ij}\left({\frac {\hbar ^{2}}{m}}\eta ^{\alpha \beta }\partial _{\alpha }{\bar {\phi }}\partial _{\beta }\phi +mc^{2}{\bar {\phi }}\phi \right).\end{aligned}}}

## Variante de definiție a energiei-impulsului
Există o serie de definiții neechivalente ale energiei-impulsului negravitaționale: 

### Tensorul Hilbert energie-impuls
Tensorul de energie Hilbert este definit ca derivata funcțională⁠(d)
{\displaystyle T_{\mu \nu }={\frac {-2}{\sqrt {-g}}}{\frac {\delta S_{\mathrm {materie} }}{\delta g^{\mu \nu }}}={\frac {-2}{\sqrt {-g}}}{\frac {\partial ({\sqrt {-g}}{\mathcal {L}}_{\mathrm {materie} })}{\partial g^{\mu \nu }}}=-2{\frac {\partial {\mathcal {L}}_{\mathrm {materie} }}{\partial g^{\mu \nu }}}+g_{\mu \nu }{\mathcal {L}}_{\mathrm {materie} },}

### Tensorul canonic energie-impuls
Teorema lui Noether⁠(d) presupune existența unui curent conservat asociat translațiilor prin spațiu și timp. Aceasta se numește tensorul canonic energie-impuls. În general, acesta nu este simetric și, dacă avem o teorie gauge, este posibil să nu fie invariant, deoarece transformările gauge dependente de spațiu nu comută cu translațiile spațiale. 
În relativitatea generală, translațiile sunt legate de sistemul de coordonate și, ca atare, nu se transformă covariant. Vedeți secțiunea de mai jos despre pseudo-tensorul energie-impuls gravitațional. 

### Tensorul energie-impuls Belinfante-Rosenfeld
În prezența spinului sau a altui moment cinetic intrinsec, tensorul canonic Noether energie-impuls nu este simetric. Tensorul energie-impuls Belinfante-Rosenfeld este construit din tensorul canonic energie-impuls și din curentul de centrifugare astfel încât să fie simetric și încă să se conserve. În relativitatea generală, acest tensor modificat este în acord cu tensorul Hilbert energie-impuls. 

## Energia-impulsul gravitațional
Prin principiul echivalenței, energia-impulsul gravitațional va dispărea întotdeauna la nivel local în orice punct ales într-un sistem de referință ales, prin urmare, energia-impulsul gravitaționale nu pot fi exprimate ca tensor diferit de zero; în schimb, trebuie folosit un pseudotensor⁠(d). 
În relativitatea generală, există multe definiții distincte posibile ale pseudotensorului energie-impuls gravitațional. Printre acestea se numără pseudotensorul Einstein și pseudotensorul Landau-Lifshitz⁠(d). Pseudotensorul Landau-Lifshitz poate fi redus la zero pentru orice eveniment din spațiu-timp, prin alegerea unui sistem de coordonate adecvat.